# Michel Guilbert
Michel Guilbert, né le 30 novembre 1953 est un homme politique et artiste belge wallon, ancien sénateur du parti Ecolo jusqu'en 2004. Il ne renouvelle pas son adhésion au parti en 2008, mais continue cependant de le soutenir.

## Biographie
Il est journaliste de formation, licencié en communication appliquée à l'IHECS de Bruxelles. Il a notamment présenté, dans les années 1990, la version belge de l'émission Génies en herbe sur la télévision publique francophone RTBF.
Il enseigne désormais dans la section communication de la Haute École Louvain en Hainaut de Tournai.
Comédien, il est membre de la Compagnie du Tocsin et participe au spectacle-animation "Elise et nous".
Il est également membre du Duo Rond et collaborateur régulier des Passeurs de rêves.
Chanteur, Il est membre du quatuor vocal Les Misters des Voix picardes (chansons tristes et affligeantes).
Écrivain, il est auteur de textes divers (chansons, nouvelles, livres, articles).
Comme photographe occasionnel il expose en 2012, à Brunehaut, "Brumes Hautes", avec le poète Philippe Mathy. 
Enfin, il anime le blog Mœurs et humeurs.

## Carrière politique
- 1999-2004 : membre du Conseil régional wallon
  - membre du Conseil de la Communauté française
  - 2002-2003 : sénateur désigné par le Conseil de la Communauté française, remplaçant Marc Hordies
  - 2003-2004 : sénateur désigné par le Conseil de la Communauté française